# Antar polarny
Niektóre z zamieszczonych tu informacji wymagają weryfikacji.
 Po wyeliminowaniu niedoskonałości należy usunąć szablon {{Dopracować}} z tego artykułu.
Antar polarny, kłykacz antarktyczny (Dissostichus mawsoni) – gatunek morskiej ryby z rodziny nototeniowatych, słynącej z wytwarzania białka powstrzymującego zamarzanie (antifreeze proteins - AFPs), co pozwala jej żyć w pełnych lodu wodach otaczających Antarktydę. Ryba potrafi zwolnić bicie serca do jednego razu na sześć sekund. Badania obejmujące antara polarnego mogą spowodować postęp w medycynie serca, obejmującej warunki, gdzie ludzkie serca biją wolno podczas pewnych medycznych procesów, albo nie potrafią bić dość szybko z powodu hipotermii.
Te duże ryby żyją prawdopodobnie w warstwie mezopelagialu. Zostały nagrane podczas nowozelandzkich prac badawczych przeprowadzonych na Morzu Rossa. Ich ciało jest blade z lekkim akcentem szarej barwy. W smaku są podobne do dorsza, od którego przyjęły swoją angielską nazwę - Antarctic cod (z ang. 'dorsz antarktyczny'). Drapieżnikami, które polują na antara polarnego, są: weddelki arktyczne, lamparty morskie, duże kałamarnice i orki. Ryby są blisko spokrewnione i czasami mylone z antarem patagońskim (Dissostichus eleginoides).
Ponadto uważa się, że będąc zdecydowanie największą rybą śródwodną w Oceanie Południowym, pełni rolę ekologiczną, jaką w innych oceanach odgrywają rekiny. Są powszechnie znane jako łowcy mniejszych ryb, ale wiadomo, że jedzą także pozostałości pingwinów złapanych przez foki i orki.
Antary antarktyczne mają lekki, częściowo chrzęstny szkielet i gromadzą w ciele tłuszcz, który działa jak magazyn i źródło energii, szczególnie podczas tarła. Jak wszystkie nototeniowate, nie mają pęcherza pławnego. Mają także siatkówki, które są dostosowane do niskich poziomów światła zatrzymywanego przez śnieg i lód na powierzchni oceanu (również latem śnieg i lód redukuje poziom światła docierającego na duże głębokości na otwartej powierzchni oceanu). Ubarwienie jest czarne lub oliwkowo-brązowe, bardziej żywe pod spodem, na brzuchu. Ryby mają krępą głowę, wąskie ciało, dwie płetwy falujące wzdłuż ogona i żołądka, duże płetwy piersiowe i dodatkową małą płetwę przed drugą tylną. Ich obszar występowania to pasmo poniżej 65 stopnia południowego. Są wyławiane z Morza Rossa głównie latem, ale zostały także nagrane w antarktycznych przybrzeżnych wodach na południu Oceanu Indyjskiego, w sektorze położonym w sąsiedztwie Półwyspu Antarktycznego i koło Sandwich Południowego. Ten antarktyczny rejon jest zarządzany przez CCAMLR – Convention for the Conservation of Antarctic Marine Living Resources. CCAMLR ograniczył rybołówstwo w Morzu Rossa. Mają tam miejsce połowy badawcze w celu zebrania informacji o wielkości ławic, aby skutecznie zarządzać tym łowiskiem w przyszłości.